# 마헨드라 (닥시나코살라)

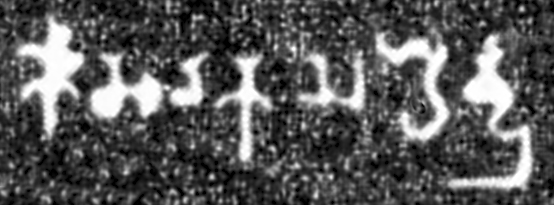
사무드라굽타(r.350-375 CE)의 알라하바드 기둥 비문 19행에 있는 "코살라의 마헨드라"

마헨드라는 닥시나코살라의 왕으로, 그의 신원은 완전히 확인되지 않았으며, 닥시나파타 또는 인도 남부의 왕으로 언급된다. 그는 닥시나파타(인도 남부) 원정에서 강력한 굽타 황제 사무드라굽타에 의해 정복되고 포로가 되었다가 나중에 석방된 많은 왕 중 한 명이다. 코살라의 마헨드라는 사무드라굽타에게 충성과 경의를 표하는 닥시나파타의 남부 왕 중 한 명이었다. 그의 왕조는 불확실하지만 일부 역사가들은 그가 마하메가바하나 왕조의 코살라 지파 출신이라고 주장한다. 마하메가바하나 왕조의 이 분파는 흔히 서기 3세기부터 서기 6세기까지 코살라를 통치했던 코살라의 메가 왕조와 동일시된다.
다른 이론에서는 그가 남쪽에 강력한 왕국을 세운 안드라 이크슈바쿠의 왕이었다고 추정한다. 또 다른 이론에서는 마헨드라를 마헨드라디트야라는 날라 왕과 동일시한다.

## 사무드라굽타의 알라하바드 석주 비문
마헨드라의 이름이 포함된 사무드라굽타의 알라하바드 돌기둥 비문은 다음과 같다.

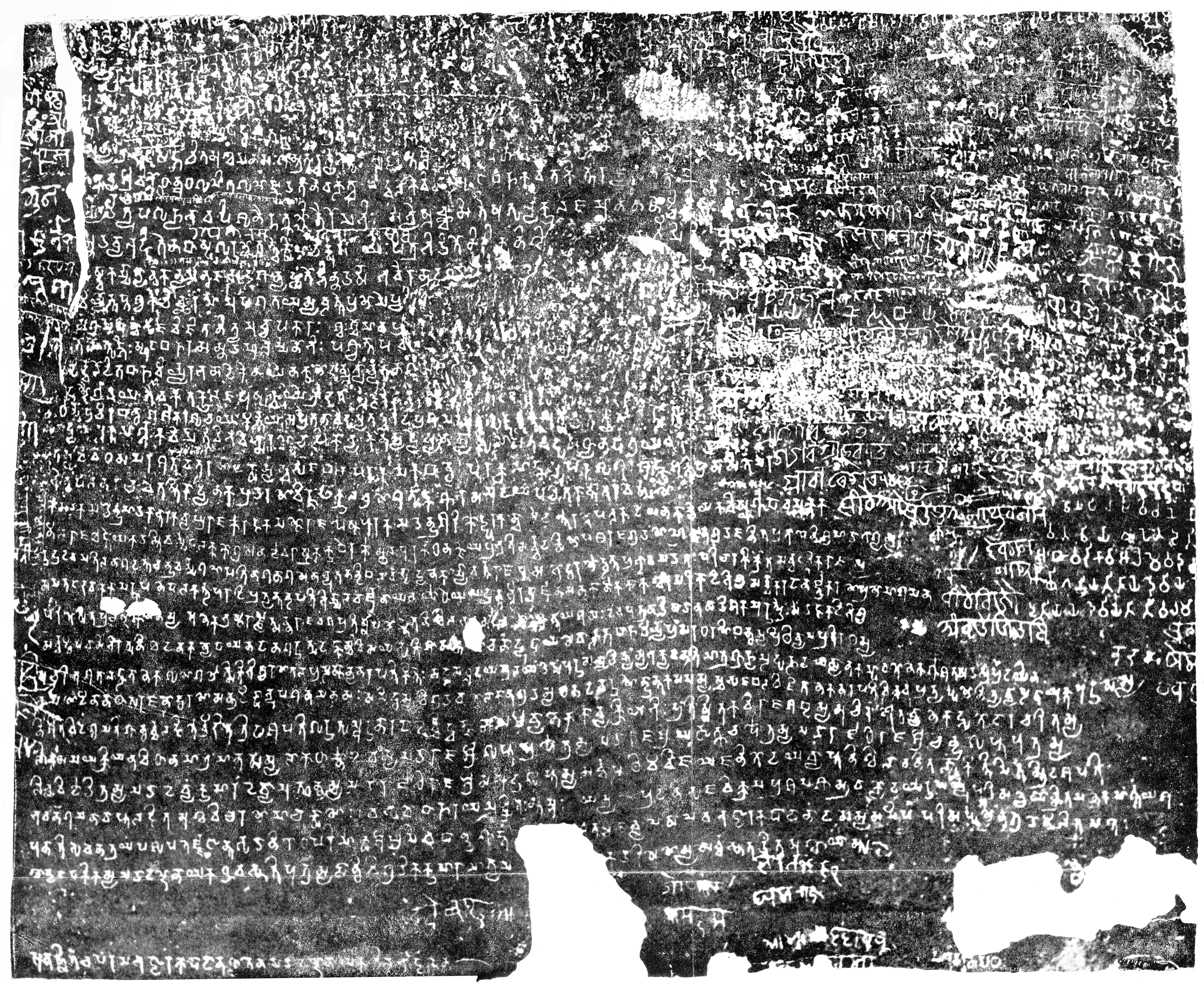
사무드라굽타(r.350-375 CE)의 알라하바드 기둥 비문.

- (19~20행) 그의 용맹스러움이 용맹스러움과 어우러진 것은 (그가) 먼저 닥시나파타의 모든 왕들, 예를 들어 코살라의 마헨드라, 마하칸타라의 비야그라라자, 쿠라라의 만타라자, 피쉬타푸라의 마헨드라기리, 코투라의 스바미닷타, 에란디팔라의 다마나, 칸치의 비슈누고파, 아바묵타의 닐라라자, 벵기의 하스티바르만, 팔락카의 우그라세나, 데바라슈트라의 쿠베라, 쿠스탈라푸라의 다나얀자야 등을 포로로 잡았다가 석방하는 은혜를 베푼 것에서 비롯되었다. :145